# Король Єлисейських полів
«Король Єлисейських полів» (фр. Le roi des Champs-Elysees) — французька кінокомедія Макса Носсека 1934 року з Бастером Кітоном в головній ролі.

## Сюжет
Скромний житель Парижа виявляється як дві краплі води схожий на відомого гангстера. Плутанина починається, коли гангстер здійснює втечу з в'язниці.

## У ролях
- Бастер Кітон — Бастер Гарнер
- Мадлен Гітті — мадам Гарнер
- Полетт Дюбо — Жермен
- Колетт Дарфейль — Сімона
- Жак Дюменіль — ганстер